# Бохинен, Эмиль
Эмиль Бохинен (норв. Emil Bohinen; род. 12 марта 1999, Дерби, Восточный Мидленд) — норвежский футболист, полузащитник клуба «Фрозиноне».

## Карьера
Бохинен является воспитанником «Стабека». В 2017 году окончил академию клуба, начиная с того же года привлекается к тренировкам с основной командой. 17 апреля 2017 года дебютировал в чемпионате Норвегии в поединке против «Сарпсборг 08», выйдя на поле на замену на 90-й минуте вместо Уго Ветлесена.
15 февраля 2021 года подписал долгосрочный контракт с российским клубом ЦСКА. 17 марта 2021 года дебютировал за ЦСКА в матче против «Зенита» в Москве, выйдя на замену на 67 минуте и заработав пенальти.
31 января 2022 года перешел в «Салернитану» на правах аренды с правом выкупа при условии сохранении прописки итальянским клубом в Серии А.
В июне было объявлено о том, что права на игрока были выкуплены за 3,5 млн.евро.

## Личная жизнь
Сын норвежского футболиста Ларса Бохинена, который играл в АПЛ за «Блэкберн Роверс», «Ноттингем Форест» и «Дерби Каунти».